# 撰銭令
撰銭令（えりぜにれい）とは、室町時代、室町幕府や大名などが撰銭を禁止するもの。室町時代前後、商品経済の発達に伴って貨幣の流通が著しく増えて税の銭納化も進められていた。貨幣は従来の宋銭に加えて明銭が併用されており、需要が増えるにしたがって悪質な私鋳銭や粗悪な渡来銭も流通し、民衆が取引においてこのような悪銭を嫌ったために良銭を撰ぶ撰銭がおこなわれ、円滑な流通が阻害されていた。

## 発布の過程とその影響
そこで室町幕府や多数の大名が撰銭令を度々発令し、悪銭と良銭の混入比率を決めたり、一定の悪銭の流通を禁止することを条件に貨幣の流通を強制した。しかしその支配が地域的であったことや鐚銭を排除しようとする民衆が多く、満足な結果は得られなかった。また、織田信長は、撰銭をしたものに厳罰を与えた。その後、信長は悪銭と良銭との交換レートを定める政策に改めている。
従来、撰銭令は撰銭そのものをなくすためのものだと理解されてきた。しかし、それでは撰銭令は、室町幕府などが自ら大量に所有する粗悪な渡来銭などを市民に押し付けるための、利己的な悪法に過ぎないことになる。むしろ撰銭を「制限」する一方で、混入比率や交換比率など、一定の撰銭行為を「公認した」という面に注目すべきだという意見が、今日では強まっている。もともと渡来銭などを持っていない一部の地方大名などは、むしろ領内から悪銭を排除するために撰銭を「公認」する度合いが強いからである。
撰銭を禁じた大名から良貨を大量に仕入れ、これを融解して悪貨を作って戻せば莫大な利益が出ることになり、これでは禁じた本人が大損害をこうむるばかりか粗悪な贋金を奨励して重大なインフレを招きかねない。そうならなかったのは、むしろ粗悪な渡来銭を積極的に流通させていたのが、室町幕府ら中央の権門のほうであり、悪銭の中心は渡来銭だったことを明示している。積極的な海外貿易推進者であった戦国大名大内氏の分国法「大内氏掟書」には自分への貢納銭は撰銭し、庶民は撰銭するなと記している。
元や明では銅銭の輸出は法律上禁止されていたが私鋳銭や地方政府に発行させた時期の鋳銭は粗悪で忌避されていた為、正式な官貿易を独占していた大内氏や細川氏、私貿易を行って居た大寺院は、これを金属としての本来価値に近い対価で容易に入手しており、中国貿易では一億枚単位の輸入さえ行われた。したがって仮に撰銭がおこなわれて「洪武銭」のたぐいが差別されても、彼らは大きな損失を被ることはなかった。「堺銭」などのように、明や日本の贋金をあつめられる立場にあった者が、他人に故意につかませる行為さえあったのである。むしろ、撰銭がおこなわれ、かつ一定の制限のもとであるにせよ公認された事実は、中国製貨幣の信用度に大きな打撃を与えたことになる。
なお、撰銭令が出された目的は、飢饉や戦乱に際し米の価格の抑制することだという説もある。この説を取る場合、撰銭令が何度も出されたのは、守られなかったからではなく、米価高騰や戦争の都度に出されていたからだ、ということになる。